# Mmanoko
Mmanoko è un villaggio del Botswana situato nel distretto di Kweneng, sottodistretto di Kweneng East. Il villaggio, secondo il censimento del 2011, conta 932 abitanti.

## Località
Nel territorio del villaggio sono presenti le seguenti 1 località:
- Mmanoko Lands di 184 abitanti